# Listă de conducători de stat din 1828
1824 - 1825 - 1826 - 1827 - 1828 - 1829 - 1830 - 1831 - 1832
Aceasta este o listă a conducătorilor de stat din anul 1828:

## Europa
- Anglia: George al IV-lea (rege din dinastia de Hanovra, 1820-1830)
- Austria: Francisc I (arhiduce din dinastia de Habsburg-Lorena, 1792-1835; împărat, din 1804; totodată, rege al Cehiei, 1792-1835; totodată, rege al Ungariei, 1792-1835; totodată, rege al Germaniei, 1792-1806; totodată, împărat occidental, 1792-1806)
- Bavaria: Ludovic I (Karl Ludovic August) (rege din dinastia de Wittelsbach, 1825-1848)
- Cehia: Francisc al II-lea (rege din dinastia de Habsburg-Lorena, 1792-1835; totodată, arhiduce și împărat al Austriei, 1792-1835; totodată, rege al Ungariei, 1792-1835; totodată, rege al Germaniei, 1792-1806; totodată, împărat occidental, 1792-1806)
- Danemarca: Frederik al VI-lea (rege din dinastia de Oldenburg, 1808-1839)
- Franța: Carol al X-lea (rege din dinastia de Bourbon, 1824-1830)
- Grecia: Ioannis Antonios Kapodistrias (președinte, 1827-1831)
- Imperiul otoman: Mahmud al II-lea (sultan din dinastia Osmană, 1808-1839)
- Liechtenstein: Johannes I (principe, 1805-1836)
- Luxemburg: Wilhelm I (mare duce din dinastia Orania-Nassau, 1815-1840; totodată, rege al Olandei, 1815-1840)
- Modena: Francesco al IV-lea (duce din dinastia de Habsburg-Lorena, 1814-1846)
- Moldova: Ion Sandu Sturdza (domnitor, 1822-1828)
- Monaco: Honore al V-lea (principe, 1819-1841)
- Muntenegru: Petru I (vlădică din dinastia Petrovic-Njegos, 1782-1830)
- Olanda: Wilhelm I (rege din dinastia Orania-Nassau, 1815-1840; totodată, mare duce de Luxemburg, 1815-1840)
- Parma: Maria Luisa (ducesă din dinastia de Habsburg, 1814/1816-1847)
- Portugalia: Maria a II-a de Gloria (regină din dinastia de Braganca, 1826-1853) și Miguel I de Braganca (rege din dinastia de Braganca, 1828-1834)
- Prusia: Frederic Wilhelm al III-lea (rege din dinastia de Hohenzollern, 1797-1840)
- Rusia: Nicolae I Pavlovici (împărat din dinastia Romanov-Golstein-Gottorp, 1825-1855)
- Sardinia: Carlo Felice (rege din casa de Savoia, 1821-1831)
- Saxonia: Anton (Klemens Theodor Marie Josef Johann Evangelista Nepomuk Franz Xaver Alois Januar) (rege din dinastia de Wettin, 1827-1836)
- Serbia: Miloș Obrenovic (principe, 1815-1839, 1858-1860)
- Sicilia: Francisc I (rege din dinastia de Bourbon, 1825-1830)
- Spania: Ferdinand al VII-lea (rege din dinastia de Bourbon, 1808, 1814-1833)
- Statul papal: Leon al XII-lea (papă, 1823-1829)
- Suedia: Carol al XIV-lea Johan (rege din dinastia Bernadotte, 1818-1844)
- Toscana: Leopold al II-lea (mare duce din dinastia de Habsburg-Lorena, 1824-1859)
- Transilvania: Ioan Josika de Braniște (guvernator, 1822-1834)
- Țara Românească: Grigore al IV-lea Ghica (domnitor, 1822-1828)
- Ungaria: Francisc I (rege din dinastia de Habsburg-Lorena, 1792-1835; totodată, arhiduce și împărat al Austriei, 1792-1835; totodată, rege al Cehiei, 1792-1835; totodată, rege al Germaniei, 1792-1806; totodată, împărat occidental, 1792-1806)

## Africa
- Așanti: Osei Yaw Akoto (așantehene, 1824-1834)
- Bagirmi: Usman Burkomanda al III-lea (mbang, 1807-1846)
- Barotse: Mulambwa Santulu (litunga, cca. 1790-cca. 1835)
- Benin: Ogbebo (obba, cca. 1816-?)
- Buganda: Suna al II-lea (kabaka, 1824-1856)
- Bunyoro: Kyebambe al III-lea (Nyamutukura) (mukama, cca. 1785-cca. 1835)
- Burundi: Ntare al IV-lea Rugamba (mwami din a patra dinastie, 1810/1825-1852)
- Dahomey: Gezo (Gankpe) (rege, 1818-1858)
- Darfur: Muhammad Fadl ibn Abd ar-Rahman (sultan, 1800/1801-1838/1839)
- Egipt: Muhammad Ali Pașa (conducător din dinastia Muhammad Ali, 1805-1848)
- Ethiopia: Baeda Mariam al III-lea (împărat, 1826-1830)
- Imerina: Radama I (rege, 1810-1828) și Ranavalona I (Ramavo) (regină, 1828-1861)
- Imperiul otoman: Mahmud al II-lea (sultan din dinastia Osmană, 1808-1839)
- Kanem-Bornu: Ibrahim al IV-lea (sultan din dinastia Saifawa, 1817-1846) și Muhammad al-Amin ibn Muhammad al-Kanemi (șeic din dinastia Kanembu, 1814-1837)
- Lesotho: Moshoeshoe I (rege, 1818/1820-1870)
- Lunda: Naweej al II-lea (mwato-yamvo, cca. 1810-1852)
- Maroc: Moulay Abd ar-Rahman ibn Hișam (sultan din dinastia Alaouită, 1822-1859)
- Munhumutapa: Nyasoro (rege din dinastia Munhumutapa, 1810-1835)
- Oyo: interregnum (cca. 1800-1825/1830)
- Rwanda: Mibambwe al II-lea Seentaabyo (rege, cca. 1797-cca. 1830)
- Swaziland: Sobhuza I (Somhlolo) (rege din clanul Ngwane, cca. 1810-1839)
- Tunisia: Hussein al II-lea ibn Mahmud (bey din dinastia Husseinizilor, 1824-1835/1836)
- Wadai: Iusuf Kharifain ibn Abd al-Karim (sultan, 1814-1829)

## Asia

### Orientul Apropiat
- Afghanistan: Dost Muhammad Khan (suveran din dinastia Barakzay, 1826-1839, 1842-1863)
- Afghanistan (Herat): Mahmud Șah (suveran din dinastia Durrani, 1818-1829; anterior, suveran în Afghanistan, 1801-1803, 1809-1818)
- Arabia: Turki ibn Abdallah (imam din dinastia Saudiților/Wahhabiților, 1823-1834)
- Bahrain: Abdallah ibn Ahmad (I) (emir din dinastia al-Khalifah, 1825-1843)
- Iran: Fath Ali Șah (șah din dinastia Kajarilor, 1797-1834)
- Imperiul otoman: Mahmud al II-lea (sultan din dinastia Osmană, 1808-1839)
- Kuwait: Jabir I ibn Abdallah (emir din dinastia as-Sabbah, 1812-1859)
- Oman: Said ibn Sultan (imam din dinastia Bu Said, 1806-1856)
- Yemen, statul Sanaa: al-Mahdi Abdallah (imam, 1816-1835)

### Orientul Îndepărtat
- Atjeh: Muhammad Șah (sultan, 1824-1836)
- Birmania, statul Toungoo: Bagyidaw (rege din dinastia Alaungpaya, 1819-1837)
- Brunei: Umar Ali Saif ad-Din al II-lea Jamal al-Alam (sultan, 1822-1852)
- Cambodgea: Preah Ang Chan (Preah Bat Samdech Preah Utey Reachea Thireach Reamea Thippadey Preah Srey Soryospor) (rege, 1806-1811, 1813-1834)
- China: Xuanzong (Minning) (împărat din dinastia manciuriană Qing, 1821-1850)
- Coreea, statul Choson: Sunjo (Yi Kwang) (rege din dinastia Yi, 1801-1834)
- India: William Pitt Amherst (guvernator general, 1823-1828), William Butterworth Bayley (guvernator general, 1828) și William Cavendish Bentinck (guvernator general, 1828-1835)
- India, statul Moghulilor: Muid ad-Din Akbar Șah al II-lea (împărat, 1806-1837)
- Japonia: Ninko (împărat, 1817-1846) și Ienari (principe imperial din familia Tokugaua, 1787-1837)
- Laos, statul Champassak: Chao Huy (rege, 1826-1840)
- Laosul superior: Mantha Thurat (rege, 1815/1817-1836/1839)
- Maldive: Muin ad-Din Muhammad (sultan, 1798-1834)
- Mataram (Jogjakarta): Abd ar-Rahman Amangkubuwono al V-lea (Menol) (sultan, 1822-1826, 1828-1855)
- Mataram (Surakarta): Pakubowono al VI-lea (Saperdan, Bangun Tapa) (sultan, 1823-1830) și Dipa-nagara Abd al-Hamid (pretendent, 1825-1830)
- Nepal, statul Gurkha: Rajendra Bikram Șah (rege, 1816-1847)
- Rusia: Nicolae I Pavlovici (împărat din dinastia Romanov-Golstein-Gottorp, 1825-1855)
- Thailanda, statul Ayutthaya: Pra Nangklao Choayuhua (Rama al III-lea) (rege din dinastia Chakri, 1824-1851)
- Tibet: bLo-bzang Tshul-khrims rgya-mtsho (dalai lama, 1822-1838)
- Tibet: Panchen bsTan-jai Nyi-ma (Tempe Nyima) (panchen lama, 1781-1852)
- Vietnam: Minh Mang (Nguyen Thanh-To) (împărat din dinastia Nguyen, 1820-1841)

## America
- Argentina: Manuel Dorrego (guvernator, 1827-1828) și Juan Lavalle (guvernator, 1828-1829)
- Bolivia: Antonio Jose de Sucre (președinte, 1826-1828), Jose Miguel de Velasco (președinte, 1828, 1829, 1839-1841, 1848) și Pedro Blanco (președinte, 1828)
- Brazilia: Pedro I (împărat din dinastia de Braganca, 1822-1831)
- Chile: Francisco Antonio Pinto y Diaz (președinte, 1827-1829)
- Columbia: Simon Bolivar (președinte, 1819-1830; ulterior, dictator al Perului, 1824-1826; ulterior, președinte al Boliviei, 1825-1826)
- Costa Rica: Juan Mora Fernandez (președinte, 1824-1833)
- El Salvador: Mariano Prado (șef suprem, 1823-1824, 1824, 1826-1829, 1832-1833)
- Guatemala: Mariano de Aycinena y Pinol (președinte, 1827-1829)
- Haiti: Jean Pierre Boyer (președinte, 1818/1820-1843)
- Hawaii: Kamehameha al III-lea (Kauikeauoli) (rege, 1825-1854)
- Honduras: Francisco Morazan (președinte, 1827-1828, 1829, 1830; ulterior, șef suprem al El Salvadorului, 1832, 1839-1840), Jose J. Zelaya (președinte, 1827, 1828) și C. Diego Vigil (președinte, 1828-1829)
- Mexic: Manuel Felix Fernandez Guadelupe Victoria (președinte, 1824-1829)
- Nicaragua: Juan Arguello (președinte, 1826-1830)
- Paraguay: Jose Gasparo Tomas Rodriguez de Francia (dictator suprem, 1814-1840)
- Peru: Jose de La Mar (președinte, 1827-1829)
- Statele Unite ale Americii: John Quincy Adams (președinte, 1825-1829)
- Uruguay: Joaquin Suarez del Rondelo (conducător al guvernului, 1828, 1830; apoi, președinte, 1843-1852) și Jose Rondeau (conducător al guvernului, 1828-1830; anterior, director suprem al Argentinei, 1815-1816, 1819-1820)